# Bitwa w Mogadiszu (2008)
Operacja w Mogadiszu – starcie, które rozpoczęło się od ataku etiopskich żołnierzy na miasto Mogadiszu w 2008 roku, będące w rękach rebeliantów. Ciężkie walki uliczne pochłonęły od 126 do 142 ofiar cywilnych.

## Kalendarium
19 kwietnia w wyniku zasadzki grupa żołnierzy Etiopii została zaatakowana przez islamistów, gdy wkraczała do Mogadiszu pieszo. Intensywne walki rozgorzały w trzech północnych dzielnicach miasta.
Abdi Rahim Isa Adow, rzecznik prasowy Unii Trybunałów Islamskich, potwierdził, że siedmiu bojowników zostało zabitych, jednocześnie twierdząc, że „duża liczba etiopskich żołnierzy została zabita”.
Świadek walk, Abdulahi Omar, twierdzi, że wśród zabitych było dwóch starszych mężczyzn, zastrzelonych przez żołnierzy Etiopskich wewnątrz swoich domów.
20 kwietnia rebelianci zaatakowali pojazd wojsk etiopskich, zabijając dwóch żołnierzy oraz sklepikarza, który pozostał na linii ognia. Dzień później pięciu somalijskich żołnierzy oraz trzech rebeliantów zginęło podczas walk. Władze Etiopii potwierdziły stratę dwóch żołnierzy.
21 kwietnia, w stolicy Somalii zapanował względny spokój, mieszkańcy wykorzystali ten czas na zabranie ciał zabitych z ulic oraz ewakuację z miasta.

## Atak na meczet Hidaya
Według kilku świadków etiopscy żołnierze zaatakowali meczet wypełniony ludźmi. Zostało znalezionych 11 ciał, niektóre z nich miały poderznięte gardła, a kilka innych postrzał w głowę.
Spośród 11 zmarłych ofiar dziewięć było wyznawcami islamu sunnickiego.
Rzecznik talibów twierdzi, że pierwszą osobą zabitą przez żołnierzy, był imam, Sheikh Said Yahya.

## Ofiary
W walkach zginęło 98 cywilów, w większości wskutek użycia ciężkiej artylerii w centrum miasta.
Według rzecznika Unii Trybunałów Islamskich, Sheikh Ibrahim Suleygo, liczba ofiar była znacznie wyższa i wyniosła ok. 200 osób. Oprócz tego porwano 160 osób, w tym 41 studentów Koranu.